# Cratere Veralden
Veralden è un cratere sulla superficie di Callisto.